# Wiązownica Mała
Wiązownica Mała – wieś w Polsce położona w województwie świętokrzyskim, w powiecie staszowskim, w gminie Staszów.
W latach 1975–1998 miejscowość administracyjnie należała do województwa tarnobrzeskiego.
W latach 1867–1954 w granicach administracyjnych gminy Osiek (natenczas dzieliła się na: Wiązownicę osadę młyńską, Wiązownicę Małą wioskę i następujące kolonie: Wiązownicę-Majorat, Wiązownicę Poduchowną oraz Wiązownicę Sołectwo); a w granicach obecnej gminy Staszów dopiero od 1 stycznia 1973 roku po reaktywacji gmin w miejsce gromad.
W Wiązownicy Małej funkcjonują 2 sklepy oraz ujęcie wody dla kopalni siarki w Osieku.
Znajdują się także dwa stare cmentarze, które mają ponad 150 lat i kaplica mająca ponad 100 lat, która była dawniej kościołem.
Wierni kościoła rzymskokatolickiego należą do Parafii św. Michała Archanioła w Wiązownicy-Kolonii.
Legenda głosi, że nazwa osady pochodzi od drzew wiązów i węży, których, zgodnie z podaniem, dawno temu było dużo na tych terenach.

## Dawne części wsi – obiekty fizjograficzne
W latach 70. XX wieku przyporządkowano i opracowano spis lokalnych części integralnych dla Wiązownicy Małej zawarty w tabeli 1.

| Nazwa wsi — miasta    | Nazwy części wsi — miasta                                               | Nazwy obiektów fizjograficznych — charakter obiektu |
| --------------------- | ----------------------------------------------------------------------- | --- |
| I. Gromada WIĄZOWNICA |                                                                         | |
| 1. Wiązownica Mała    | 1. Gojsce 2. Grobla 3. Karczmisko 4. Plebańskie 5. Skrzeczów 6. Ściegna | 1. Czarny Lasek — las 2. Gojsce — pole, łąka 3. Grobla — pole 4. Plebańskie — pole 5. Przymiarki — pole, łąka 6. Skrzeczów — pole 7. Ściegna — pole 8. Wiązownickie — pole |